# Ruger Security-Six/ Service-Six

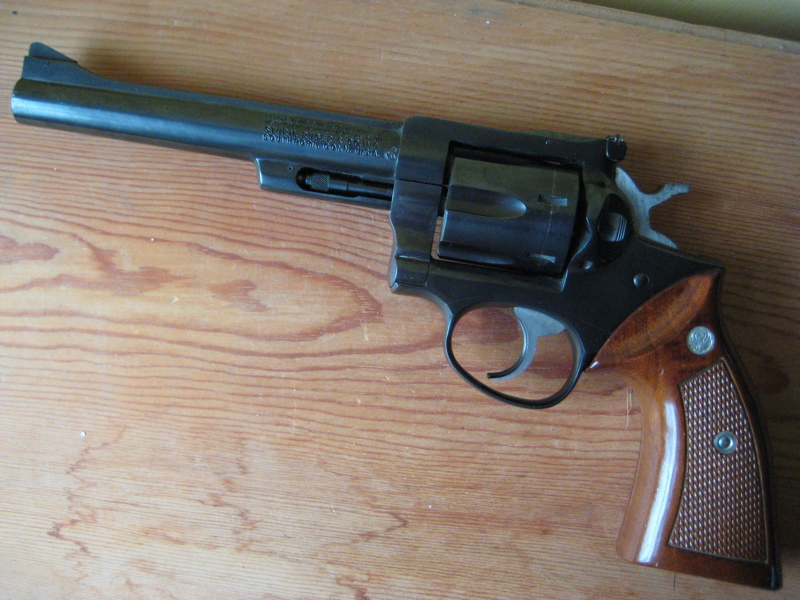
Le Ruger Security Six calibre 357 Magnum en version sport (canon de 15,24 cm) et finition bronzée.

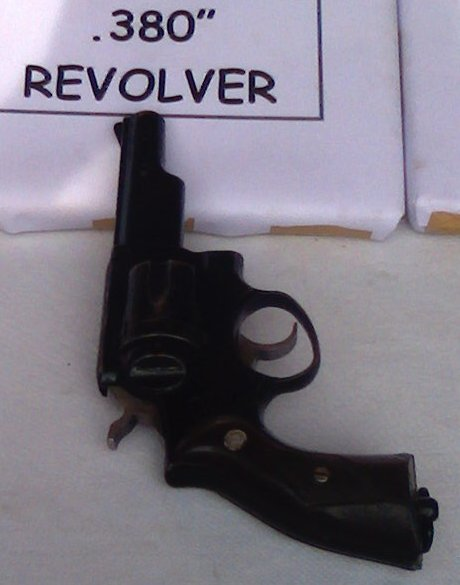
Le Ruger Service Six en calibre .380 british est en service dans la Police indienne du District de Krishnagiri.

Les revolvers Ruger Security-Six/ Service-Six (connu aussi comme Police Service Six) furent produits et vendus par Ruger entre 1971 et 1985, date de leur remplacement par le Ruger GP100.

## Versions
- Le Security-Six avait une hausse réglable
- Le Service-Six (connu aussi comme Police Service Six) avait une rainure sur la carcasse seulement.

## Une variante: LeRuger Speed Six
Le Ruger Speed Six est un Service six à canon court et crosse arrondie. En 9mm Parabellum, il fut acquis en petit nombre par la Police nationale française. Existe également en calibre 38-357 magnum

## Caractéristiques
- Mécanisme : Double action
- Matériau : acier/acier inoxydable (versions proposées après 1975).
- Calibre : .357 Magnum, .38 Special, .380 MK II (rare, exportation dans les pays du Commonwealth) et 9mm Parabellum (rare).
- Longueur du canon : 70 mm, 102 mm ou 152 mm
- Longueur du révolver : selon celle du canon, 20, 23,5 ou 28 cm.
- Capacité : 6 coups
- Masse du revolver vide : 920-1000 g (950 g pour le Security-Six avec le canon de 102 mm).

## Utilisation policière
Dans les années 1970 et 1980, ces revolvers furent en service dans les nations suivantes :
- Australie : Queensland Police Service
- Canada : Middleton (Nouvelle-Écosse) Police Service
- États-Unis : United States Postal Service, United States Immigration and Naturalization Service (INS) United States Border Patrol,  et quelques State Polices (dont la New Jersey State Police et Police departments (parmi lesquels le fort  célèbre New York City Police Department entre 1979 et 1983). Tous ces services de police l'on remplacé ensuite par des pistolets en 9 mm Luger ou .40 S&W dans les années 1990 dont les Glock 22.
- Inde : la Police indienne  utilise les Security-Six en calibre .38 S&W.
- Irlande du Nord : Royal Ulster Constabulary (le Service de police d'Irlande du Nord le remplaça ensuite par des Glock 17)

## Les Ruger Security-Six et Service-Six dans la culture populaire
Moins chers que les Colt Python ou S&W Model 19, ces revolvers furent prisés par les accessoiristes américains ou français. Ainsi le Security-Six apparait (surtout dans sa version à canon court  dans Le Choc,  Terminator, La Loi de Murphy, Permis de tuer, Le Baiser mortel du dragon, L'Impasse ou Planète Terreur. De la même façon, le Service-Six est visible dans La Chèvre, Tueurs nés et enfin L'Impasse : De la rue au pouvoir (Carlito's Way: Rise to Power).

## Sources
- R.D. Jones & A. White, Jane's Guns Recognition Guide, 5th Edition, HarperCollins,  2008.
- R. Caranta, Les Armes de votre Défense, Balland, 1977
- J. Huon, Encyclopédie de l'Armement mondial, tome 3, Grancher 2012.